# Sucking in the Seventies
Sucking in the Seventies je četvrti službeni kompilacijski album Rolling Stonesa. Izdan je 1981. godine i pokriva razdoblje od 1974. i albuma It's Only Rock 'n' Roll do 1980. i albuma Emotional Rescue. Za ovu kompilaciju većina pjesama je remiksirana ili preuređena u odnosu na one sa službenih albuma, a na njemu se nalaze i neki rariteti. Zanimljivo, pjesma Miss You, jedan od najvećih hitova grupe nije se našla na kompilaciji, premda se nalazi na albumu Some Girls koji pripada razdoblju koje pokriva album.

## Popis pjesama
1. "Shattered" – 3:46
2. "Everything Is Turning To Gold" – 4:06
3. "Hot Stuff" – 3:30
4. "Time Waits for No One" – 4:25
5. "Fool to Cry" – 4:07
6. "Mannish Boy" – 4:38
7. "When the Whip Comes Down (verzija uživo)" – 4:35
8. "If I Was a Dancer (Dance Pt. 2)" – 5:50
9. "Crazy Mama" – 4:06
10. "Beast of Burden" – 3:27

## Top ljestvice

### Album
| Godina | Ljestvica            | Pozicija |
| ------ | -------------------- | -------- |
| 1981.  | Billboard Pop Albumi | #15      |

### Singlovi
| Godina | Singl                            | Ljestvica              | Pozicija |
| ------ | -------------------------------- | ---------------------- | -------- |
| 1981.  | "If I Was A Dancer (Dance Pt.2)" | Mainstream Rock Tracks | #26      |

## Vanjske poveznice
- allmusic.com Sucking in the Seventies